# Kevin Martínez
Cristopher Kevin Martínez Álvarez (Lima, 22 de abril de 1992) es un deportista peruano de la especialidad de paleta frontón.

## Biografía
Empezó a jugar frontón por su familia dado que su abuelo Aco Álvarez y sus tíos eran grandes en este deporte, que jugaban las finales de sus categorías y eran campeones en muchos torneos.
En los Juegos Panamericanos de Lima 2019 obtuvo la medalla de oro al vencer en la final de frontón peruano individual al argentino Guillermo Osorio por 2-0. El primer set se impuso por 15-6 en 8 minutos de partido y el segundo terminó en 15-11 en 9 minutos.

## Logros
- 7 veces campeón nacional de Perú (de manera consecutiva).
- 2 veces campeón panamericano
- 2 veces campeón Red Bull Rey de Cancha

| Año  | Competición               | Lugar | Puesto | Modalidad      | Tiempo/puntaje | Notas    | Ref. |
| ---- | ------------------------- | ----- | ------ | -------------- | -------------- | -------- | ---- |
| 2019 | Juegos Panamericanos 2019 | Lima  | 1º     | Paleta frontón |                | Ganador. |      |